# Cataratas Big Rock
Las Cataratas Big Rock (en inglés: Big Rock Falls) Es una cascada que cae unos 150 pies sobre el arroyo Privassion (Privassion Creek), en la reserva forestal llamada Mountain Pine Ridge que administrativamente es una parte del Distrito de Cayo en el centro sur del país centroamericano de Belice.